# Гиперграфика
Гиперграфика (англ. hypergraphics), также гиперграфия (англ. hypergraphy), метаграфика (англ. metagraphics) — это основной метод французского авангардного течения 1950-х годов леттризма.
Изначально основоположник леттризма Исидор Ису использовал термин «метаграфика» в одной из своих центральных работ «Силовые поля леттристской живописи»:
«Метаграфика или пост-письмо, охватывающее все средства идеографических, лексических и фонетических значений, дополняет те способы выражения, которые основываются на звуке, путём добавления специфически пластичного измерения, визуального аспекта, непреодолимого и избегающего устной маркировки.»
Своё начало гиперграфика берёт в экспериментах Ису с поэзией. Центральным компонентом для этой художественной практики является буква.
Для гиперграфики характерно соединение текстуальных методов письма с визуальными, графическими техниками. Таким образом посредством синтеза текста (буквенного обозначения) и иллюстрации (графического знака) создаётся композиция.
Исследователь леттризма Морис Леметр, говоря о гиперграфике, определяет её как «…ансамбль знаков, способных точнее транслировать реальность, обрабатываемую сознанием, нежели все прежние фрагментарные и частичные практики (фонетические алфавиты, алгебра, геометрия, живопись, музыка и прочее).»
Ису писал гипергафические романы, кроме того, эта техника использовалась и во многих других леттристских проектах, например, при создании картин, кино, аудио-визуальных экспериментах.